# American Baptist College
Americká baptistická akademie (dále známá jako American Baptist Theological Seminary nebo ABTS) je malá, převážně afroamerická fakulta svobodných umění umístěná v Nashville, Tennessee.
Založena byla v roce 1924. Jejím předchůdcem byla univerzita Roger Williams University, černošská akademie založena koncem 19. století a uzavřena na začátku 20. století (na jejím místě se nachází Peabody College of Vanderbilt University). Škola byla založena především k teologickému vzdělávání baptistických kazatelů z řad Afroameričanů.
Studentské společenství bylo vysoce vlivné v Hnutí za občanská práva.

## Historie
Akademie byla oficiálně otevřena pod jménem American Baptist Theological Seminary 14. září 1924. V roce 1971 se škola stala uznávanou a oficiální jméno se změnilo na American Baptist College. Akademie byla původně tvořena jako společné vzdělávací centrum pro Jižní a Národní baptistickou konvenci. Poté, co v roce 1995 Jižní baptistická konvence od podpory akademie ustoupila, akademie nadále pokračuje jako primární teologické studijní centrum již jen pro Národní baptistickou konvenci.

## Slavní absolventi
- John Lewis z Georgie - kongresman
- James Bevel - občansko-právní leader
- Bernard LaFayette - pedagog
- R. E. Cooper, Sr - baptistický kazatel a čelný představitel občansko-právní problematiky
- LeRoy Bailey Jr. - hlavní pastor na The First Cathedral